# Lavender Town
Lavender Town (Japonês: シオンタウン, Shion Taun, Shion Town) é uma localização fictícia nos videogames Pokémon Red & Blue. Estilizado como um local assombrado, Lavender Town é o lar de um grande cemitério de estilo japonês. A música de fundo é famosa por aumentar a atmosfera assustadora da cidade e deu origem à creepypasta "Síndrome de Lavender Town", que segundo ela, mais de cem crianças se suicidaram depois de ouvirem a música. Entretanto realmente ocorreu isto, em uma escala maior, mas não se tem muitas informações mesmo que comprovadamente veridica.
O nome japonês é provavelmente uma grafia katakana de Aster tataricus (紫菀), uma flor de cor lavanda, significando "eu não vou te esquecer".

## Antecedentes
Lavender Town é uma vila muito pequena que pode ser visitada em Pokémon Red, Green, Blue, Yellow, Gold, Silver, Crystal, e os remakes dos mesmos. É o lar da "Pokémon Tower", um cemitério em estilo japonês cheio de lápides de Pokémon falecidos. Por isso, sugere-se que a vila seja um local assombrado, e o personagem do jogador pode encontrar Pokémon do tipo fantasma por lá. A Pokémon Tower foi substituída pela "Kanto Radio Tower" em Pokémon Silver e Gold. Lavender Town é também a casa do "Name Rater", que permite aos jogadores mudar o apelido dos seus Pokémon, e um lar para os Pokémon abandonados.
A Pokémon Tower faz uma aparição na primeira temporada da série de anime Pokémon, quando seus personagens principais procuram por Pokémon do tipo fantasma para uma batalha difícil no ginásio. Lavender Town também aparece na série de mangá Pokémon Adventures e The Electric Tale of Pikachu.

## Música e a síndrome da cidade de Lavender Town
A música de fundo de Lavender Town atraiu muito interesse devido a alguns ouvintes acharem-no inquietante. Listando-a como a segunda faixa de videogame mais assustadora em 2012, Brittany Vincent da Bloody Disgusting afirmou que a "enganosamente calma ... a melodia de Lavender Town está em primeiro lugar na lista de lembranças de infância aterrorizantes da maioria dos jogadores". A música de Lavender Town, composta por Junichi Masuda, combina sons chiptune afiados com "uma cavalgada de acordes dissonantes" para criar uma atmosfera misteriosa. Jay Hathaway da Gawker afirmou que deixar a música em execução pode causar uma "vaga sensação de pavor".
De acordo com uma história da creepypasta que foi publicada anonimamente na Pastebin em 2010, a música de Lavender Town obrigou o suicídio de cerca de 200 crianças japonesas na primavera de 1996. Outros supostamente sofreram hemorragias nasais, dores de cabeça ou ficaram irracionalmente irritados. De acordo com essa lenda urbana, as batidas binaurais de tom alto prejudicavam os cérebros das crianças de uma forma que os adultos eram imunes. Esta doença fabricada foi apelidada de "Síndrome de Lavender Town" e a história original se tornou viral após ser divulgada em sites de interesse geral, como o 4chan. Várias pessoas acrescentaram detalhes para tornar a história mais convincente ao longo do tempo, como o tratamento de imagem de imagens de fantasmas em saídas espectrográficas da música de Lavender Town. Mark Hill, da Kill Screen, afirmou que o apelo da lenda da Síndrome de Lavender Town "vem de um símbolo tão inocente da infância" e fez comparações com "Dennō Senshi Porygon", um episódio da série de anime Pokémon que deu centenas de  convulsões em crianças japonesas.
O tema "Lavender Town" foi regravado para o Pokémon Go Halloween de 2017.

## Teoria dos fãs
O personagem do jogador pode lutar contra seu rival, Blue, no Pokémon Tower. Os fãs da série notaram que o Raticate de Blue, um Pokémon que ele usa para todas as batalhas até aquele momento, não aparece nesta luta ou em confrontos subsequentes. Isso levou os fãs a especularem que o Pokémon de Blue havia morrido em uma batalha anterior e que Blue veio para o Pokémon Tower para enterrar e chorar por Raticate.

## Recepção
O Eurogamer descreveu Lavender Town como uma "localização de destaque" nos jogos Pokémon originais, já que é um dos poucos locais da franquia que lida com o fato de que os Pokémon "bonitinhos e fofinhos" poderiam realmente morrer.